# Tafelspitz
A Tafelspitz (ejtsd: táfelspicc) 19. századi osztrák, főtt marhahús étel. Magyar megfelelője a tányérhús.

## Története
A Tafelspitz elnevezés, megegyezés szerint a Monarchia, azon belül is Bécs nevéhez fűződik. Ennek igazolására a bécsi polgárok statisztikai adatokkal alátámasztott, nagymérvű marhahús fogyasztását, és a 19. század első feléből származó szakácskönyveket hozzák fel példaként. Adolf Friedrich Karl Hess Servierkunde című 1911-ben kiadott receptgyűjteményben jelenik meg először. Akkoriban, egy 1912-es hivatalos szakiskolai könyv szerint:

| „ | Őfelsége privát tányérjáról soha nem hiányzik egy jó darab főtt marhahús, amely az egyik legkedvesebb étele. | ” |
|   | |   |

A marhahús felhasználhatóságának megítélése a korabeli kulináris és táplálkozás-élettani viták tárgyát képezte. Anna Hofbauer 1824-ben megjelent „Általános osztrák, avagy legújabb bécsi szakácskönyv” című műve nem kevesebb, mint havi huszonegy alkalommal javasolja a főtt marhahús fogyasztását zöldségekkel, és más köretekkel.

### Magyarországon
Krúdy Gyulának a nagy gazdasági világválság (1933) alatt kelt sorai szerint: 

| „ | A tányérhús nem más, mint korán feltett “tehénhús”, az első főzet levessel, zöldséggel, mikor még csak a répafélék puhák, ám a burgonyák a levesben, de a kalarábék, a vöröshagymák nincsenek még kellően átfőve. De a kel levele, bimbója, a zeller már igen jó a leveshús mellé, valamint az ecetes torma vagy paradicsommártás is. | ” |
|   | |   |

Számos megjelenési formában ismert, ahogy a hazánkban elterjedt főtt marhahús paradicsommártással, sóskával, spenóttal, főtt burgonyával, esetleg meggyszósszal, már ugyancsak tafelspitznek minősíthető.
Gundel János 1869-ben megvette a Király utcában található Bécsi Sörházat. Az étterem egyik specialitása a bécsi tányérhús volt.

## Elkészítése
A megtisztított marhafartőt és csontot rakjuk fel hideg vízbe főni, majd adjunk hozzá fűszereket és különböző zöldségeket. Lassú tűzön főzzük a húst 4-5 órán keresztül. Végeredményül egy puhára főtt marhahúst és egy tartalmas, finom levest kapunk. A húst felszeletelve tálaljuk, öntsünk rá egy kevés levest és sózzuk ízlés szerint, díszítsük metélőhagymával. Köretként ropogósra sült burgonyát, metélőhagyma mártást, almás tormamártást is kínálhatunk mellé.